# Södra flygkommandot
Södra flygkommandot (FK S) var ett flygkommando inom svenska flygvapnet som verkade åren 1994–2000. Förbandsledningen var förlagd i Ängelholms garnison i Ängelholm.

## Historik
Södra flygkommandot var ett flygkommando inom Flygvapnet med ett ansvarsområde för luftbevakningen inom Södra militärområdet (Milo S). Södra flygkommandots historik sträcker sig tillbaka till 1957, då de så kallade luftförsvarssektorerna som tillkom, genom att tio flottiljer tilldelades ansvar för elva luftförsvarssektorer. År 1981 reducerades antalet sektorer till fyra där Skånska flygflottiljen (F 10) blev storsektorflottilj, med benämning F 10/Se S, och ansvarade för luftövervakningen över södra Sverige.
I samband med försvarsbeslutet 1992 beslutades att de fyra luftförsvarssektorförbanden skulle upplösas och avvecklas, för att istället omorganiseras till vanliga flygflottiljer. I deras ställe skulle ansvaret för luftförsvarssektorerna tilldelas tre nyinrättade flygkommandon.
Den 1 juli 1993 bildades tre nya regionala ledningsorganisationer – för norra, mellersta och södra Sverige. Med det omorganiserades luftförsvarssektorsstaben vid F 10 och bildade embryot till Södra flygkommandot. Till en början var staben integrerad i F 10, som benämndes F 10/FK S. Den 1 juli 1994 avskildes staben från flottiljen, och blev samtidigt ett kaderorganiserat krigsförband inom Södra militärområdet (Milo S). .
Åren 1993–1995 överfördes även uppgifter från Första flygeskadern (E 1) till de tre flygkommandona. Detta på grund av att försvarsbeslutet från 1992 även omfattade att Första flygeskadern skulle upplösas och avvecklas den 30 juni 1995.
Inför försvarsbeslutet 2000 föreslog regeringen i sin propositionen för riksdagen, att den taktiska nivån bör reduceras genom att fördelnings- och försvarsområdesstaber samt marinkommandon och flygkommandon skulle avvecklas. Detta för att utforma ett armétaktiskt, marintaktiskt respektive flygtaktiskt kommando vilka skulle samlokaliseras med operationsledningen. Förslaget innebar att samtliga territoriella staber skulle avvecklas, vilket bland annat innebar att de tre flygkommandostaberna upplöstes den 30 juni 2000.
I deras ställe bildades den 1 juli 2000 ett Flygvapnets taktiska kommando (FTK), vilket omfattade geografiskt sett de tre tidigare flygkommandona.

## Ingående enheter
Från den 1 juli 1994 ingick följande strids- och markflygförband i Mellersta flygkommandot.
| - Flygvapnets Halmstadsskolor - Flygvapnets basbefälsskola - Flygvapnets sambands- och stabstjänstskola - Flygvapnets tekniska skola - Flygvapnets officershögskola - Flygvapnets markteletekniska skola - Krigsflygskolan - 51. attackflygdivisionen (Sk 60) - 52. attackflygdivisionen (Sk 60) - 53. attackflygdivisionen (Sk 60) - 55. attackflygdivisionen (Sk 60) | - Skaraborgs flygflottilj - 71. attackflygdivisionen (AJ 37 Viggen, JAS 39 Gripen) - 72. attackflygdivisionen (AJ 37 Viggen, JAS 39 Gripen) - Skånska flygflottiljen - 101. spaningsflygdivisionen (AJS 37, AJSF 37, AJSH 37 Viggen) - 102. jaktflygdivisionen (J 35J Draken) - 103. jaktflygdivisionen (J 35J Draken) - Blekinge flygflottilj - 171. jaktflygdivisionen (JA 37 Viggen) - 172. jaktflygdivisionen (JA 37 Viggen) - 173. helikopterdivisionen (JA 37 Viggen) |

## Heraldik och traditioner
Södra flygkommandot antog 1994 "Flygkadetten" (Melin/Persson) som förbandsmarsch, vilken senare fastställdes den 13 juni 1996. Marschen har inte övertagits av något annat förband efter att flygkommandot upplöstes.

## Materiel vid förbandet
| Jaktflygplan - 1994–2000: JA 37 Attackflygplan - 1994–1995: AJ 37 Skolflygplan - 1994–1997: Sk 35C - 1994–2000: Sk 60 | Enhetsflygplan - 1995–2000: AJS 37 - 1995–2000: AJSF 37 - 1995–2000: AJSH 37 - 1996–2000: JAS 39 |

## Förbandschefer

### Kommandochefer
Förbandschefen titulerades kommandochef och hade tjänstegraden överste av första graden.

- 1994–1995: Överste 1. gr Mats Hugosson
- 1995–1997: Överste 1. gr Arne Hansson
- 1997–1998: Överste 1. gr Jan Jonsson
- 1998–2000: Överste 1. gr Robert Palmgren

### Stabschefer
- 1994–1997: Överste Christer Salsing
- 1997–2000: Överste Lars Lundell

## Namn, beteckning och förläggningsort
| Södra flygkommandot | 1994-07-01 | – | 2000-06-30 |

| FK S | 1994-07-01 | – | 2000-06-30 |

| Ängelholms garnison (F)   | 1994-07-01 | – | 2000-06-30 |
| Såtenäs flygplats (B)     | 1994-07-01 | – | 2000-06-30 |
| Ronneby flygplats (B)     | 1994-07-01 | – | 2000-06-30 |
| Halmstads flygplats (B)   | 1994-07-01 | – | 2000-06-30 |
| Ljungbyheds flygplats (B) | 1994-07-01 | – | 2000-06-30 |
| Björka flygbas (B)        | 1994-07-01 | – | 2000-06-30 |
| Byholma flygbas (B)       | 1994-07-01 | – | 2000-06-30 |
| Eneryda flygbas (B)       | 1994-07-01 | – | 2000-06-30 |
| Knislinge flygbas (B)     | 1994-07-01 | – | 2000-06-30 |
| Hovby flygbas (B)         | 1994-07-01 | – | 2000-06-30 |
| Moholm flygbas (B)        | 1994-07-01 | – | 2000-06-30 |
| Säve flygplats (B)        | 1994-07-01 | – | 2000-06-30 |